# Ples ve vídeňské Opeře

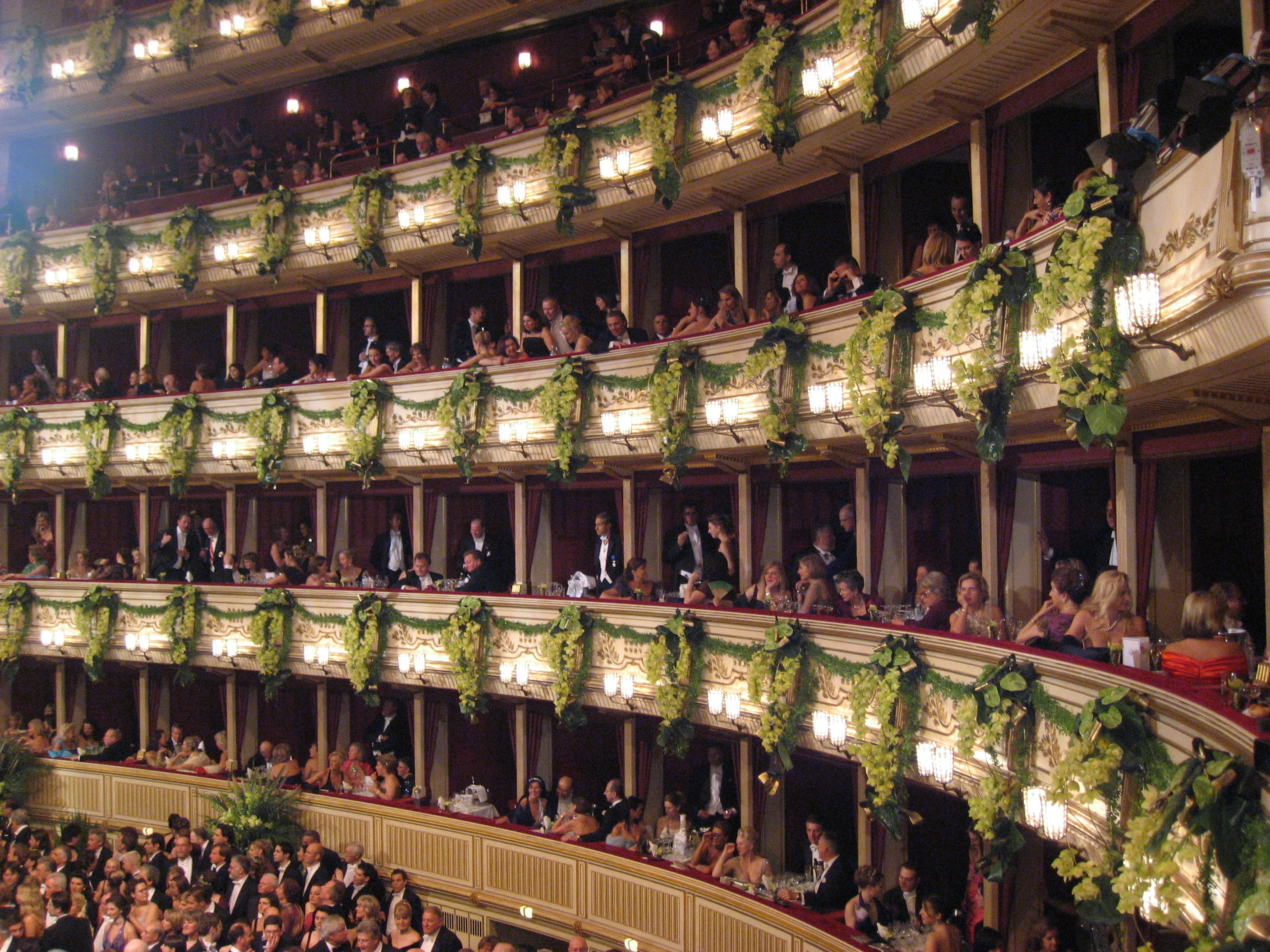
Interiér Opery během plesu v roce 2007

Ples ve vídeňské Opeře (Wiener Opernball) je každoročním vyvrcholením vídeňské plesové sezóny. Koná se v budově Vídeňské státní opery na Ringstraße ve čtvrtek předcházející Popeleční středě. Z hlediště jsou vystěhována sedadla a na jejich místo je nainstalován taneční parket o ploše 850 m². Plesu se zúčastní okolo sedmi tisíc návštěvníků, výdělek činí 3,4 milionu eur. Hlavní organizátorkou akce (tzv. Ballmutter) je novinářka Desirée Treichl-Stürgkhová.
Tradici vídeňských plesů založil Vídeňský kongres v letech 1814-1815, nazývaný pro bohatý společenský život Tančící kongres. Předchůdcem operního plesu byla společenská soirée spojená s maškarním rejem, první se v budově Opery konalo 11. prosince 1877. Název Opernball se poprvé objevil 26. ledna 1935, kdy ho uspořádal rakouský kancléř Kurt Schuschnigg jako dobročinnou akci. Tradici přerušila druhá světová válka a byla obnovena v roce 1956, od té doby se ples koná každoročně (odvolán byl pouze v roce 1991 kvůli Válce v Zálivu).
Ples je otevřen veřejnosti: zúčastnit se může každý, kdo si zakoupí vstupenku (nejdražší místa přijdou až na více než 18 000 eur) a dostaví se ve společenském oblečení, tj. pro pány je povinný černý frak, pro dámy dlouhé večerní šaty. Je zahájen ve 22 hodin předtančením 180 párů debutantů (mládež mezi 17 a 24 lety), přivítáním prezidenta republiky a státní hymnou. Přímý přenos z akce vysílá stanice ORF eins. Občerstvení tradičně zajišťuje Café Gerstner. Ples moderují přední rakouští herci, mezi umělci, kteří v jeho průběhu vystupují, byli v minulosti Vídeňští filharmonikové, Anna Netrebko, José Cura nebo Aida Garifullinová. Přijíždějí sem turisté z celého světa i množství mezinárodních celebrit, pro svůj zvyk obklopovat se kontroverzními osobami je bulvárním tiskem nejvíce sledován podnikatel Richard Lugner.
Během konání plesu dochází pravidelně k rozsáhlým pouličním protestům nazývaným Opernballdemo. Účastní se jich převážně levicoví aktivisté, pro které je ples symbolem rozmařilosti privilegované vrstvy. První protest se uskutečnil v roce 1968, nejrozsáhlejší byly na přelomu osmdesátých a devadesátých let, kdy je organizovali Zelení – Zelená alternativa. Účastnily se jich až tři tisíce lidí a došlo ke střetům s policií, která demonstranty rozháněla. V roce 2000, kdy vstoupila Svobodná strana Rakouska do vlády, přijel na protest herec Hubert Kramar na ples v přestrojení za Adolfa Hitlera. V posledních letech ztrácejí nepokoje na intenzitě.
Josef Haslinger vydal roku 1995 román Opernball, který pojednává o hypotetickém teroristickém útoku na tomto plese. Knihu zfilmoval v roce 1998 režisér Urs Egger.